# Міддлсекс (округ, Коннектикут)
Шаблон:StateAbbr_ 41°26′ пн. ш. 72°31′ зх. д. / 41.44° пн. ш. 72.52° зх. д.
Мі́ддлсекс (англ. Middlesex County) — округ (графство) у штаті Коннектикут, США. Ідентифікатор округу 09007.

## Населені пункти
В склад округу входять 1 місто (сіті) та 14 містечок (таун).
Міста
| Місто     | Населення, осіб | Рік  |
| --------- | --------------- | ---- |
| Міддлтаун | 47438           | 2005 |

Містечка
| Містечко    | Населення, осіб | Рік  |
| ----------- | --------------- | ---- |
| Вестбрук    | 6599            | 2005 |
| Гаддем      | 7635            | 2005 |
| Дарем       | 7266            | 2005 |
| Діп-Рівер   | 4629            | 2010 |
| Ессекс      | 6783            | 2005 |
| Іст-Гаддем  | 8808            | 2005 |
| Іст-Гемптон | 15363           | 2005 |
| Кіллінгворт | 6403            | 2005 |
| Клінтон     | 13612           | 2005 |
| Кромвелл    | 13594           | 2005 |
| Міддлфілд   | 4281            | 2005 |
| Олд-Сейбрук | 10512           | 2005 |
| Портленд    | 9543            | 2005 |
| Честер      | 3832            | 2005 |

## Історія
Округ утворений 1785 року.

## Демографія
За даними перепису
2000 року
загальне населення округу становило 155071 осіб, зокрема міського населення було 111745, а сільського — 43326.
Серед мешканців округу чоловіків було 75594, а жінок — 79477. В окрузі було 61341 домогосподарство, 40580 родин, які мешкали в 67285 будинках.
Середній розмір родини становив 2,98.
Віковий розподіл населення поданий у таблиці:
| Стать    | До 15 років | 15-21 | 22-29 | 30-39 | 40-49 | 50-65 | 65-85 | Понад 85 |
| -------- | ----------- | ----- | ----- | ----- | ----- | ----- | ----- | -------- |
| Чоловіки | 15386       | 6647  | 6333  | 12673 | 13098 | 12819 | 7755  | 883      |
| Жінки    | 14741       | 6278  | 6489  | 13134 | 13058 | 13330 | 10244 | 2203     |

## Суміжні округи
- Гартфорд — північ
- Нью-Лондон — схід
- Саффолк, Нью-Йорк — південь
- Нью-Гейвен — захід

## Виноски
1. ↑  U.S. Decennial Census. United States Census Bureau. Архів оригіналу за 19 липня 2018. Процитовано 11 червня 2014.
2. ↑  Historical Census Browser. University of Virginia Library. Архів оригіналу за 11 серпня 2012. Процитовано 11 червня 2014.
3. ↑  Population of Counties by Decennial Census: 1900 to 1990. United States Census Bureau. Архів оригіналу за 3 січня 2015. Процитовано 11 червня 2014.
4. ↑  Census 2000 PHC-T-4. Ranking Tables for Counties: 1990 and 2000 (PDF). United States Census Bureau. Архів оригіналу (PDF) за 18 грудня 2014. Процитовано 11 червня 2014.
5. ↑  State & County QuickFacts. United States Census Bureau. Архів оригіналу за 7 червня 2011. Процитовано 11 червня 2014.(англ.) Наведено за англійською вікіпедією.
6. ↑  American FactFinder. Бюро перепису населення США. Архів оригіналу за 26 лютого 2012. Процитовано 31 січня 2008.

| Прапор США | Це незавершена стаття про Сполучені Штати Америки. Ви можете допомогти проєкту, виправивши або дописавши її. |